# Triplophysa paradoxa
Triplophysa paradoxa és una espècie de peix de la família dels balitòrids i de l'ordre dels cipriniformes.
És un peix d'aigua dolça, demersal i de clima temperat, el qual viu a la conca del riu Talas (el Kirguizstan). És inofensiu per als humans.